# Daugavpils
Daugavpils (hviderussisk Дзьвінск Dźvinsk, russisk Двинcк Dvinsk, litauisk Daugpilis, tysk Dünaburg, polsk Dzwinow eller Dźwińsk, jiddisch דענענבורג Denenburg) er en by i det sydøstlige Letland. Byen ligger ved floden Daugava og er den næststørste by i Letland med 77.799(2024) indbyggere, hvoraf flertallet er russere. Byen nævnes første gang i historiske kilder fra 1275.
Sankt Boris og Sankt Gleb Katedralen (russisk: Борисоглебский собор, lettisk: Svēto Borisa un Gļeba pareizticīgo katedrāle) er den centrale lettisk-ortodokse kirke i Daugavpils. Kirken kan rumme 5.000 personer og er den største ortodokse kirkebygning i Letland..
| - Kirker i Daugavpils - Den ortodokse katedral - Daugavpils i 1912 |

## Kendte bysbørn
- Mark Rothko (en) - maler
- Grzegorz Fitelberg – dirigent og komponist
- Alfrēds Rubiks – politiker